# Resolutie 1877 Veiligheidsraad Verenigde Naties
Resolutie 1877 van de Veiligheidsraad van de Verenigde Naties werd unaniem door de Veiligheidsraad van de Verenigde Naties aangenomen op 7 juli 2009 op Oostenrijks initiatief en verlengde de ambtstermijnen van de rechters in het Joegoslaviëtribunaal.

## Achtergrond
In 1980 overleed de Joegoslavische leider Tito, die decennialang de bindende kracht was geweest tussen de zes deelstaten van het land. Na zijn dood kende het nationalisme een sterke opmars en in 1991 verklaarde Bosnië en Herzegovina zich onafhankelijk. De Servische minderheid in het land kwam hiertegen in opstand en begon een burgeroorlog, waarbij ze probeerden de Bosnische volkeren te scheiden. Tijdens die oorlog vonden massamoorden plaats waarbij tienduizenden mensen omkwamen. In 1993 werd het Joegoslaviëtribunaal opgericht, dat de oorlogsmisdaden die hadden plaatsgevonden moest berechten.

## Inhoud

### Waarnemingen
De Veiligheidsraad herinnerde aan de resoluties 1503 uit 2003 en 1534 uit 2004 waarin het Joegoslavië-tribunaal werd gevraagd te zorgen dat alle onderzoeken waren afgerond in 2004, alle rechtszaken in 2008 en al haar werk in 2010. Het tribunaal dacht nu haar werk niet meer in 2010 te kunnen voltooien. Met resolutie 1837 waren de ambtstermijnen van de permanente rechters al verlengd tot 31 december 2010 of eerder indien de zaak waaraan ze werkten eerder voltooid zou zijn.

### Handelingen
De Raad besloot tegen 31 december 2009 de verlenging van de ambtstermijnen van de permanente rechters die ook lid waren van de kamer van beroep te bekijken. Volgende ambtstermijnen werden verlengd tot 31 december 2010:
- Carmel Agius
- Jean-Claude Antonetti
- Christoph Flügge
- O-gon Kwon

- Bakone Moloto
- Fons Orie
- Kevin Parker
- Patrick Lipton Robinson

Ook de ambtstermijnen van de rechters die de Brit Iain Bonomy, de Guyanees Mohamet Shahabuddeen en de Belg Christine Van Den Wyngaert, die hun ontslag hadden gegeven, gingen opvolgen werden mee verlengd, alsook die van volgende ad litem-rechters die momenteel dienden:
- Melville Baird
- Pedro David
- Elizabeth Gwaunza
- Frederik Harhoff
- Uldis Ķinis

- Flavia Lattanzi
- Antoine Mindua
- Michèle Picard
- Árpád Prandler
- Stefan Trechsel

En volgende ad litem-rechters die momenteel niet dienden:
- Frans Bauduin
- Burton Hall
- Raimo Lahti
- Jawdat Naboty
- Chioma Egondu Nwosu-Iheme

- Prisca Matimba Nyambe
- Brynmor Pollard
- Vonimbolana Rasoazanany
- Tan Sri Dato Lamin Haji Mohd Yunus

De ad litem-rechters Harhoff, Lattanzi, Mindua, Prandler en Trechsel mochten ook na de cumulatieve periode die in artikel °13 van de statuten van het tribunaal was voorzien blijven dienen. Op vraag van het tribunaal zou de Veiligheidsraad ook bijkomende ad litem-rechters kunnen aanwijzen. Hun aantal zou dan tijdelijk het in artikel °12 voorziene maximum van twaalf overschrijden en maximaal dertien zijn.

## Verwante resoluties
- Resolutie 1849 Veiligheidsraad Verenigde Naties (2008)
- Resolutie 1869 Veiligheidsraad Verenigde Naties
- Resolutie 1895 Veiligheidsraad Verenigde Naties
- Resolutie 1900 Veiligheidsraad Verenigde Naties

Lijst ·  1860 ·  1861 ·  1862 ·  1863 ·  1864 ·  1865 ·  1866 ·  1867 ·  1868 ·  1869 ·  1870 ·  1871 ·  1872 ·  1873 ·  1874 ·  1875 ·  1876 ·  1877 ·  1878 ·  1879 ·  1880 ·  1881 ·  1882 ·  1883 ·  1884 ·  1885 ·  1886 ·  1887 ·  1888 ·  1889 ·  1890 ·  1891 ·  1892 ·  1893 ·  1894 ·  1895 ·  1896 ·  1897 ·  1898 ·  1899 ·  1900 ·  1901 ·  1902 ·  1903 ·  1904 ·  1905 ·  1906 ·  1907